# Конгалах Кногба мак Маел Міхіг
Конгалах Кногба мак Маел Міхіг — (ірл. — Congalach Cnogba mac Máel Mithig) — верховний король Ірландії. Час правління: 944—956. Згадується як верховний король Ірландії (Ard Ri) в «Літописі Ольстера» та в «Літописі Чотирьох Майстрів».

## Походження

Основні королівства Ірландії та королівство Міде — особисті володіння верховного короля Ірландії в Х столітті. Показані володіння вікінгів — Дублін, Вексфорд, Ватерфорд, Корк, Ліммерік

Належав до клану Сіл н-Аедо Слайне (ірл. — Síl nÁedo Sláine) — королівського роду королів Бреги, гілки південних О'Нейлів (О'Нілів) (ірл. — Uí Néill). Клан Сіл н-Аедо Слайне був сильним і володів троном верховних королів Ірландії у VI—VII століттях. Потім цей клав занепав і довго не відігравав ніякої ролі ні серед О'Нілів, ні в історії Ірландії. Клан Сіл н-Аедо Слайне знову став домінуючим разом з королем Конгалахом Кногба.
Конгалах Кногба був нащадком в десятому поколінні верховного короля Аеда Слайне (ірл. — Áed Sláine) — засновника клану. По материнській лінії Конгалах був з клану Холмайн (ірл. — Clann Cholmáin) — гілки південних О'Нейлів. По материнській лінії він був також онуком верховного короля Ірландії Фланна Сінна та сином сестри верховного короля Ірландії Доннхада Донна. Хоча, «Літопис Іннісфаллена» наводить іншу генеалогію: в родоводі Конгалаха Кногба наводиться ворог кланів О'Нейлів — Руайдрі О'Кананнайн (ірл. — Ruaidrí ua Canannáin) з клану Кенел Конайлл, хоча, можливо, це помилка переписувачів.

## Правління
Ірландські літописи пишуть про часті війни Конгалаха (як короля Бреги та Міде) зі своїми сусідами, а потім і війни як верховного короля з непокірними васалами. При цьому часто укладалися спілки з вікінгами — найбільшими ворогами ірландців — в тому числі і з вождем вікінгів Дубліна Амлайбом Куараном (ірл. — Amlaíb Cuarán). Але союзи з вікінгами були нетривкі. Із союзників вони швидко перетворювались на ворогів з якими Конгалах вів війну. На той час вікінги знову захопили значні території в Ірландії — в тому числі Дублін і землі навколо нього. Конгалах загинув під час війни з васальним королівством Ленстер (Лайгін) та дублінськими вікінгами у 956 році — він потрапив у засідку біля замку Дун Айліне (ірл. — Dún Ailinne) в сучасному графстві Кілдер.